# Vidoño
Vidoño es una población ubicada en la zona rural de los municipios Juan Antonio Sotillo y Simón Bolívar, del Estado Estado Anzoátegui, en Venezuela.
Vidoño es un área de expansión de las ciudades de Barcelona y Puerto La Cruz, que ha experimentado un importante crecimiento poblacional y comercial a partir de la década de 1990. Se estima tiene alrededor de 8.000 a 10.500 habitantes.  

## Geografía
La localidad forma parte de la geografía oriental-costera representativa del Estado Anzoátegui. Resaltan formaciones montañosas de altura media, terrenos planos, irrigación representada por una quebrada muy peculiar que baña y atraviesa la comunidad, y áreas boscosas.

## Economía
Está representada principalmente por la actividad comercial menor, construcción, servicios, turismo menor, entre otros. La mayoría de los habitantes trabaja en Puerto La Cruz y Barcelona.

## Religión
La localidad pertenece a la Parroquia Nuestra Señora de la Divina Pastora, que forma parte de la Diócesis de Barcelona. La parroquia está formada por cuatro grandes comunidades: Vidoño, San Diego, El Rincón y La Colina en las cuales se celebra semanalmente la Eucaristía, el día Domingo, Día del Señor. La población es en su mayoría católica, aunque existen también representaciones de sectas protestantes como: evangélicos, Testigos de Jehová, Mormones, entre otros.

## Educación
Resalta la U.E.T  "Fe y Alegría""Padre Salinero", fundada el 13 de enero de 1971, y que acoge actualmente a unos 1.700 estudiantes (desde educación inicial, primaria y media Técnica). Su Directiva está conformada en la actualidad (2016-2017) por la Directora, Silvia Velásquez de Subero; la Subdirectora,Lorena Bello, Jesus Figuera y Mairin Hernandez (Coordinadores de Pastoral), las Coordinadoras: Edith Cirilo (Coordinadora de Educación para el Trabajo); Delia Aray (Coordinadora de Ciudadanía) Fedora Alemán y Yoliangel González (Coordinadoras de primaria), Carmen Gissela González  (Coordinadora de Media General), Raiza Villafranca (Coordinadora de Media Técnica), Argenis Millán(Coordinador de Evaluación), Mirian Gil (Coordinadora de Control de Estudios), Sol La Rosa (Orientadora), Willian Castillo (Psicopedagogo) y el Promotor de Informática Educativa Álvaro Romero.